# Ruido de fondo (novela)
Ruido de fondo (en inglés, White Noise) es la octava novela del escritor estadounidense Don DeLillo, publicada originalmente por Viking Press en 1985. El mismo año recibió el Premio Nacional del Libro en la categoría de ficción. 
Ruido de fondo es un ejemplo de literatura posmoderna. La revista Time la incluyó en su lista de 100 mejores novelas de habla inglesa escritas entre 1923 y 2005.

## Argumento
La novela relata un año en la vida de Jack Gladney, un profesor que basó su carrera académica especializándose en Estudios sobre Hitler, aun sin haber aprendido alemán previo a ese año. Jack ha estado casado cinco veces con cuatro mujeres diferentes, y vive con su actual esposa, Babette, y cuatro hijos e hijastros (Heinrich, Denise, Steffie y Wilder). Tanto Jack como Babette sienten un profundo temor a la muerte, lo que los lleva a discutir frecuentemente sobre quién de los dos morirá primero. 
La primera parte de la novela, titulada "Ondas y radiación" es una crónica de la vida familiar contemporánea combinada con sátira de la vida académica. La trama se desarrolla poco durante esta parte, que sirve como una introducción de los personajes y temas que dominarán el resto del texto. Junto a la familia de Gladney también se presenta a sus compañeros en el "College-on-the-Hill", profesores de cultura pop. Entre ellos se encuentra Murray Jay Suskind, colega y amigo de Jack con quien mantiene largas charlas. 
En la segunda parte, "Escape tóxico a la atmósfera", una fuga química provoca una nube negra sobre la ciudad, ocasionando una evacuación de la población. Jack resulta expuesto a la toxina, lo que desencadena su temor a la muerte. Una organización llamada SIMUVAC realiza a partir de allí una serie de simulaciones de evacuación, indicando cómo las simulaciones reemplazan a la realidad. 
En la tercera parte del libro, "Dylarama," Jack descubre que Babette lo ha engañado para acceder a una medicina llamada Dylar, un tratamiento experimental contra el temor a la muerte. Obsesionado con ello, Jack intenta conseguir la medicación para él, lo que desencadena una meditación acerca de la obsesión por la muerte y las curas químicas de la sociedad moderna. 
Tras una discusión sobre la mortalidad con Murray, en la cual éste le comenta que una de las maneras en que podría superar su temor a la muerte es asesinando a alguien, Jack decide buscar y asesinar al hombre con quien Babette había tenido sexo para conseguir Dylar, Willie Mink. Jack lo encuentra en una habitación de hotel, delirando por su propia adicción al medicamento. Tras dispararle con el arma que su suegro le había regalado, Jack procede a ponerla en las manos del hombre para simular un suicidio. Sin embargo, Willie le dispara en el brazo. Dándose cuenta de la inutilidad del asesinato, Jack lleva a Willie a un hospital y regresa a su casa para ver a los niños dormir. 
El capítulo final describe cómo Wilder, el más pequeño de los niños, anda en su triciclo por la carretera y sobrevive milagrosamente.

## Personajes
Jack Gladney es el narrador y protagonista de la novela. Es un profesor de Estudios sobre Hitler en un establecimiento liberal de arte en el centro de Estados Unidos. 
Babette es la esposa de Jack. Entre ambos tienen varios hijos de matrimonios anteriores. Ella tiene un affaire con Willie Mink, conocido también como el Sr. Gray, para obtener una medicina experimental llamada Dylar. 
Heinrich es el hijo de catorce años de Jack y Janet Savory. Es precozmente intelectual, tiende a llevar la contraria y juega al ajedrez por correspondencia con un asesino encarcelado. 
Dana Breedlove es la primera (y cuarta) esposa de Jack y madre de Mary Alice y Steffie.
Denise es la hija de once años de Babette y Bob Pardee. Ella sospecha que su madre es una drogadicta y roba la botella de Dylar para esconderla de ella. 
Steffie es la hija de nueve años de Jack y Dana Breedlove.
Wilder es el hijo de tres años de Babette, y el niño más pequeño de la familia. El niño casi no habla a lo largo de la novela, por lo que Jack se muestra preocupado por su lento desarrollo lingüístico. 
Mary Alice es la hija de diecinueve años del primer matrimonio de Jack con Dana Breedlove. 
Murray Jay Siskind es un colega de Jack que intenta crear un campo de estudios centrado en Elvis Presley tal como Jack hizo con Hitler. Enseña en un curso sobre accidentes de autos, mira obsesivamente televisión y teoriza junto a Jack sobre diferentes temas. 
Orest Mercator es un amigo de Heinrich que entrena para sentarse en una jaula llena de serpientes venenosas en orden de romper un récord mundial. 
Vernon Dickey es el padre de Babette, quien en una visita a la familia le regala a Jack un arma. 
Willie Mink es el investigador que inventó el Dylar y se lo entregó a Babette a cambio de sexo. 
Winnie Richards es una científica que le ofrece a Jack información sobre el Dylar.

## Temas
Ruido de fondo explora diferentes temas que emergieron hacia finales del siglo XX, tales como el consumismo, la saturación mediática, intelectualismo académico sobre temas novedosos, conspiraciones, desintegración de la familia, desastres ocasionados por la acción del hombre y la potencial naturaleza regenerativa de la violencia.